# Ptiliogonatidae
Gli ptiliogonatidi o ptilogonatidi (Ptiliogonatidae Baird, 1858) sono una famiglia di uccelli dell'ordine dei passeriformi.

## Descrizione

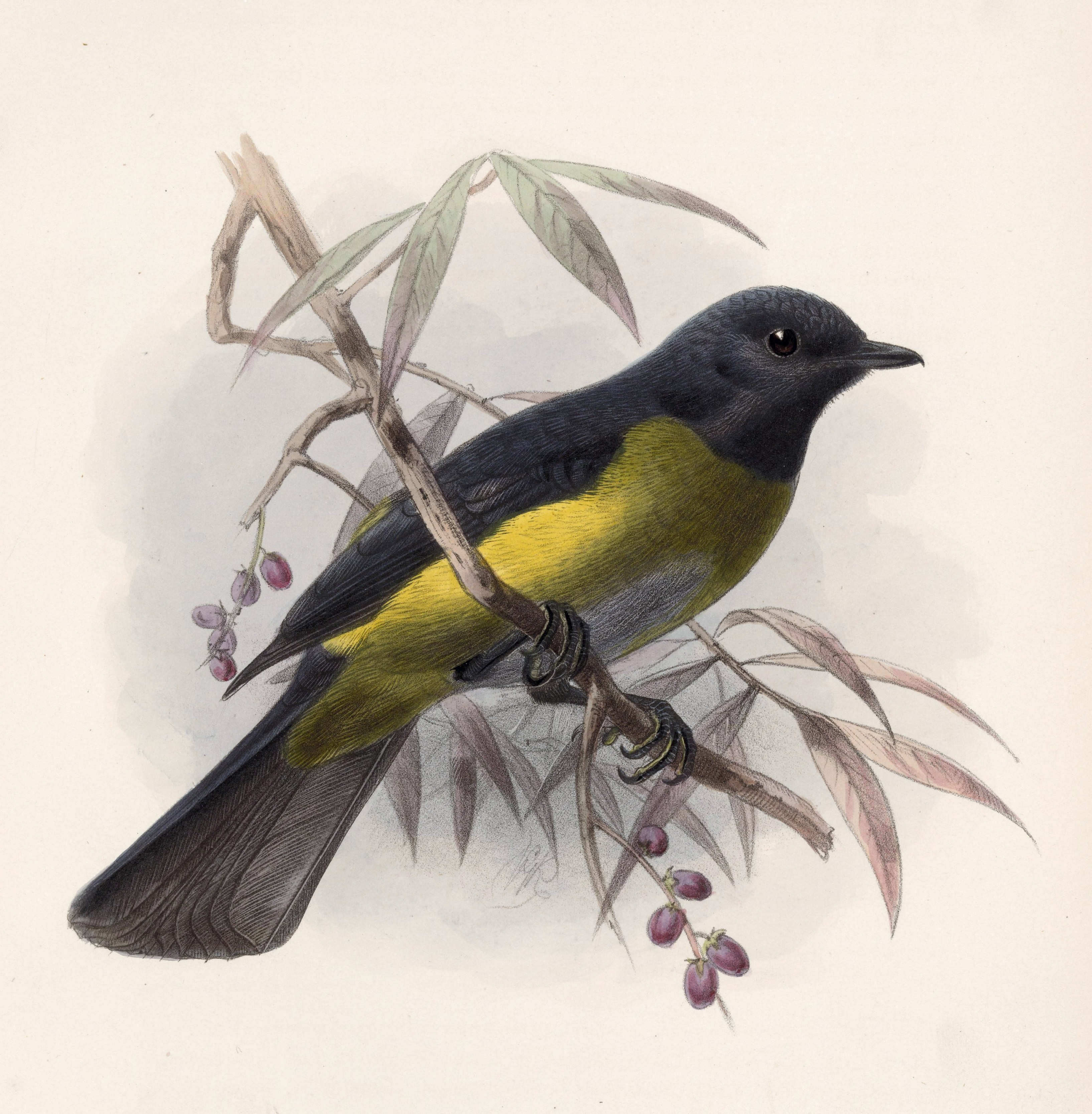
Phainoptila melanoxantha.

Alla famiglia vengono ascritte specie di piccola taglia (18-25 cm), caratterizzati dall'aspetto massiccio ma slanciato, con testa arrotondata (sormontata da una cresta di penne più o meno pronunciata, assente solo nella fainoptila) munita di corto becco conico sottile e allargato, ali digitate, zampe corte e sottili e lunghe code dall'estremità squadrata.
Il piumaggio, soffice e lucente, presenta colorazione variabile a seconda della specie, presentandosi in genere nero o grigio con aree gialle o comunque più chiare su ventre e sottocoda.

## Biologia
Si tratta di uccelli dalle abitudini di vita essenzialmente diurne, che vivono perlopiù da soli o in coppie. La loro dieta si basa su invertebrati e piccole bacche, con prevalenza dell'una o dell'altra componente a seconda della specie presa in considerazione.
Alla famiglia vengono ascritti uccelli monogami, con le coppie che collaborano nelle varie fasi dell'evento riproduttivo.

## Distribuzione e habitat
La famiglia è diffusa principalmente in America centrale, dal Messico a Panama, con un'unica specie che si spinge a nord fino agli Stati Uniti sud-occidentali.
Si tratta di abitatori delle pinete montane, con la sola fainopepla che colonizza anche gli ambienti semidesertici.

## Tassonomia
Alla famiglia vengono ascritte quattro specie, raggruppate in tre generi:
Famiglia Ptiliogonatidae
- Genere Phainoptila
  - Phainoptila melanoxantha Salvin, 1877 - pigliamosche sericeo giallonero
- Genere Ptiliogonys
  - Ptiliogonys cinereus Swainson, 1827 - pigliamosche sericeo grigio
  - Ptiliogonys caudatus Cabanis, 1861 - pigliamosche sericeo codalunga
- Genere Phainopepla
  - Phainopepla nitens (Swainson, 1838) - fainopepla

Nella classificazione degli uccelli di Sibley e Ahlquist tutte e quattro le specie venivano classificate nella tribù Ptilogonatini della famiglia Bombycillidae: in seguito ad analisi molecolari, le quattro specie sono state raggruppate in una propria famiglia, prossima ai beccofrusoni ma non così strettamente imparentata con essi, e pertanto collocata nella superfamiglia Bombycilloidea, dove occupa un proprio clade intermedio fra i basali Mohoidae/Elachuridae e i sister taxa Hypocoliidae/Dulidae/Bombycillidae.